# فيساكي
الفيساكي (بالبنجابية: ਵਿਸਾਖੀ، بالإنجليزية: Vaisakhi) ويعرف أيضا باسم بيساكي أو فايساكي أو فاساكي هو مهرجان ديني وتاريخي عند السيخ والهندوس. ويُحتفل به عادة في الثالث عشر أو الرابع عشر من شهر أبريل/نيسان كل عام.
يحدد الفيساكي بداية السنة الجديدة لدى السيخ ويخلد ذكرى تأسيس جماعة المحاربين (الخالصا بانث) على يد المرشد الديني غورو غوبند سنج عام 1699. كما أنه أيضا مهرجان الحصاد الربيعي لدى السيخ.
والفيساكي يحتفل بأحداث عظيمة وقعت في منطقة البنجاب عبر تاريخ السيخ وشبه القارة الهندية. وبدأت اهمية الفيساكي كمهرجان كبير لدى السيخ يخلد مولد سلالة السيخ عقب اضطهاد المرشد والقائد الديني غورو تغ باهادورو إعدامه لأنه رفض اعتناق الإسلام بأمر من الإمبراطور المغولي أورنكزيب عالم كير. وقد أدى هذا إلى مجيء المرشد الديني والقائد العاشر من السيخ وكذلك التشكيل التاريخي جماعة المحاربين الخالصا وكلا هذين الحدثين وقعا في يوم مهرجان الفيساكي. والفيساكي هو أيضا اليوم الذي ارتكب فيه مسؤولون بريطانيون أثناء الحكم الاستعماري البريطاني مذبحة جاليان باغ الجماعية والتي تعتبر حدثا مؤثرا لدى الحركات الهندية المناهضة للحكم الاستعماري.
و أثناء المهرجان يجري تزيين معابد السيخ أو الغوردواراس وتعقد المواكب الاحتفالية أو الكيرتانز. ويقوم السيخ بزيارة البحيرات والأنهار والإستحمام فيها قبل زيارة المعابد المحلية وتعقد معارض للمجتمع ومواكب أحتفالية (ناغار كيرتان) ويجتمع الناس للتواصل الاجتماعي ويتشاركون في تناول أطعمة خاصة بهذا المهرجان. وبالنسبة لكثير من الهندوس يعد الفيساكي بداية السنة الشمسية الجديدة التقليدية وكذلك مهرجان الحصاد وهومناسبة أيضا للإستحمام في الأنهار المقدسة كنهر الغانغ ونهري جيلوم وكافيري وزيارة المعابد والالتقاء بالأصدقاء والاحتفال وتناول أطعمة احتفالية.و يعرف هذا المهرجان لدى الهندوس بأسماء محلية مختلفة.

## التوقيت
يحتفل بالفيساكي عادة في الثالث عشر أو الرابع عشر من شهر نيسان كل عام. وهذا المهرجان مهم عند السيخ والهندوس على حد سواء. ويتزامن اليوم الأول من مهرجان الفيساكي مع مهرجانات أخرى تجري كل رأس سنة في مناطق أخرى من شبه القارة الهندية مثل بوهيلا بويشاك وبوهاق بيهو وفيشو وبوثاندو وغيرها الكثير.

## كلمة فيساكي لفظا وكتابة
تختلف كلمة فيساكي كتابة باختلاف المنطقة. ففي منطقة البنجاب الكلمة الشائعة هي «فيساكي» بينما في مناطق مالاوي ودوابي من الشائع أن أهل هذه المنطقة يستبدلون حرف «ف» بحرف«ب» في هذه الكلمة. وعليه فإن كتابة هذه الكلمة تعتمد على لهجة الكاتب. و هنا مقطع صوتي للفظ الكلمة.

## السيخية

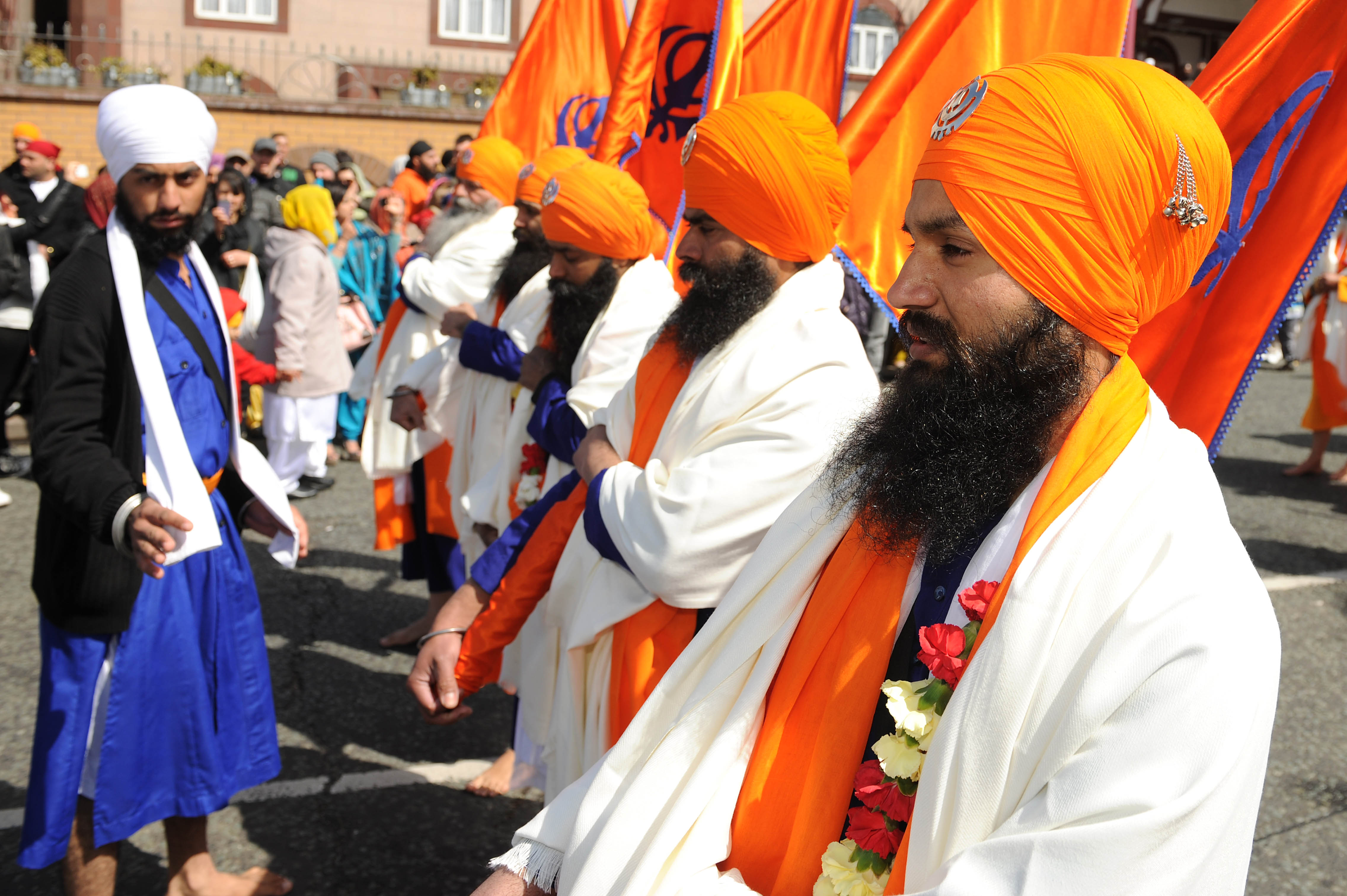
احتفالات بالفيساكي في المملكة المتحدة

### التاريخ
إن الفيساكي هو واحد من المهرجانات الهندوسية الثلاثة التي اختارها القائد الديني السيخي غورو عمار داس ليحتفل بها السيخ (المهرجانان الآخران هما شيفاراتي وديوالي). والرأي الآخر هو أن القائد غورو آمار داس اختار ماغي بدلا من ماها شيفاراتي.
و قد أضفت الأحداث المتتالية معنى آخرعلى المهرجان الذي يعبر جزئيا عن ذكرى تأسيس سلالة المحاربين السيخية خالصا والتي بدأت عقب اضطهاد المرشد والقائد السيخي التاسع تيغ باهادور وإعدامه بأمر من الإمبراطور المغولي آورانجب بعد ان دافع عن حرية الممارسة الدينية ورفض اعتناق الإسلام. وقد أدى استشهاد القائدو إلى تتويج المرشد والقائد العاشر وهو الأخير من السلالة السيخية واإلى تشكيل جماعة سانت سيباهي من محاربي الخالصا، وجرى كلا هذين الحدثين في يوم الفيساكي.
بدأ الاحتفال بتقليد مهرجان الخالصا الفيساكي عام 1699 لأنه في هذه اليوم قام القائد السيخي العاشر من السيخ غورو غوبند سينج بإرساء حجرالأساس لجماعة الحاربين خالصا بانث. وهي سلالة المطهرين. عن طريق تعميد المحاربين السيخ حتى يدافعوا عن الحريات الدينية. وقد أدى هذا إلى ظهورمهرجان الفيساكي أو البيساكي ليحتفل من خلاله بتشكيل الخالصا بانث ويعرف أيضا بخالصا سيرجانا ديفاس أو خالصا ساجنا ديفاس. ويحتفل بهذا المهرجان في يوم الفيساكي (عادة في الرابع عشر من نيسان) منذ العام 1699. ويبدو أن تأسيس الخالصا بانث حدث إما في الرابع عشر أو الثالث عشر من نيسان عام 1699 أو ربما في الثلاثين من شهر آذار عام 1699. ومنذ العام 2003 , قامت اللجنة السيخية غوردوارا برابهانداك بتسميته بالفيساكي أو البيساكي لتحدد بذلك اليوم الأول من الشهر الثاني للفيساكي حسب التقويم الجديد ناناكاشاهي.
و يجري احتفال خاص في تالواندي سابو (حيث اقام القائد غوبند سنج لمدة تسعة أشهر ليكمل إعادة تجميع الكتاب المقدس السيخي (غورو غرانث صاحب)، في المعبد أو الغوردوارا في آناندبور صاحب وهي مكان تأسيس الخالصا وفي المعبد الذهبي في آمريتسار.

### السنة الجديدة لدى السيخ
أصبح هذا العيد يعبر عن بداية السنة السيخية الجديدة. فبالرجوع إلى سامبات الخالصا نجد أن تقويم الخالصا يبدأ باليوم الذي أنشئت فيه الخالصا وهو 1 من شهر فيساك سنة 1756 حسب تقويم بيكرم سامفات أي في الثلاثين من مارس سنة 1699 حسب التقويم الميلادي. وتتم متابعة هذا الاحتفال عادة من قِبل السكان في منطقة البنجاب.

### ناغار كيرتان
تنظم المجتمعات السيخية مواكب تدعى (ناغار كيرتان) وتشتمل على إنشاد أناشيد محلية. ويقود هذه المواكب خمس من محاربي السيخ الخالصا يلبسون ملابس نواة محاربي الخالصا الخمسة (بانج بياراز) يجوبون بها الشوارع. ويقوم الأشخاص الذين يسيرون في هذه المواكب بالغناءو يعزفون الموسيقى وينشدون اناشيد من نصوص سيخية. وتيحمل في المواكب الكبيرة نسخة من الكتاب ا لمقدس لدى السيخ أو الغورو غرانت صاحب احتراما وتقديرا.

### مهرجان الحصاد

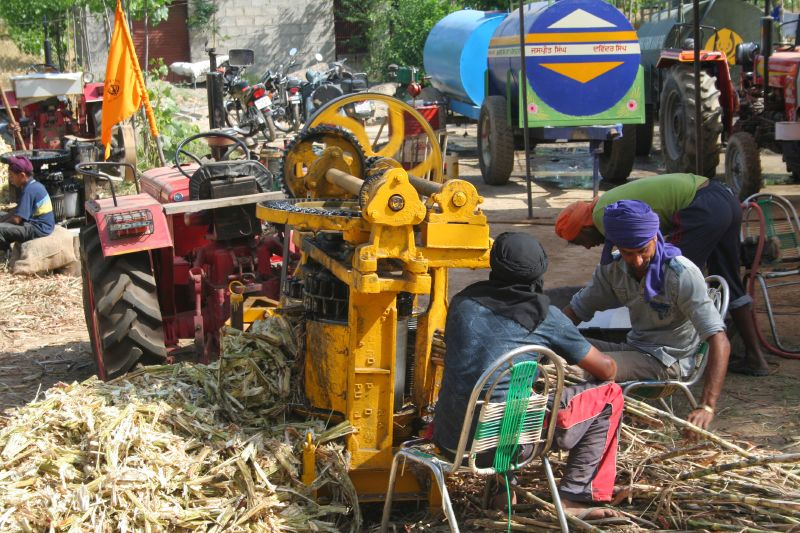
رجلان سيخيان يحتفلان بالفيساكي عبر تقديم قصب السكر المجاني

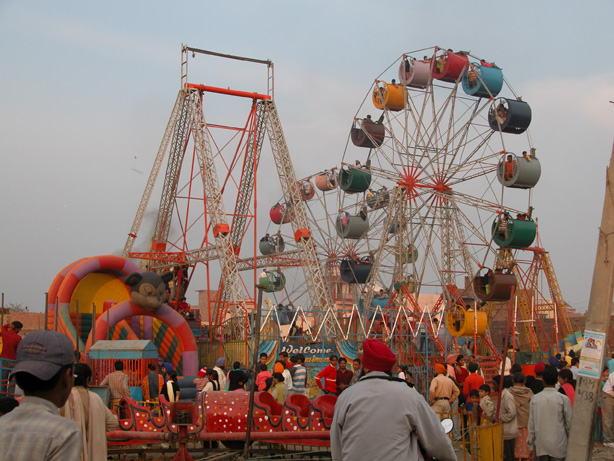
الميلا الخاصة بعيد الفيساكي

يعد الفيساكي مهرجان الحصادعند الناس في منطقة البنجاب حيث يتزامن مع نضوج محاصيل الشتاء. ويعد الفيساكس أيضا بداية السنة البنجابية الجديدة. ويحتفل المزارعون بهذا اليوم كما يحتفل بعيد الشكر إذ يقدمون الصدقات شكرا لله على وفرة الحصاد وويقومون بالصلاة لأجل السعادة المستقبلية. ويحتفل السيخ وهندوس البنجاب بمهرجان الحصاد. وتاريخيا كان الفيساكي في بدايات القرن العشرين يوما مقدسا عند السيخ والهندوس ومهرجانا دنيويا عاديا عند المسلمين وغير المسلمين ومن بينهم نصارى منطقة البنجاب. وفي يومنا هذا يشارك المسيحيون أحيانا في احتفالات البيساكي مع السيخ والهندوس.

#### آووات بوني
إن تجميع الحصادين والفلاحين الذب يعرف باسم تقليد الآووات بوني هو تقليد مرتبط بالحصاد وينطوي على اجتماع الناس معا لحصاد القمح. وتقرع الطبول أثناء العمل. ومع نهاية اليوم يغني الناس اشعارا خاصة تدعى الدوهي على ايقاع قرع الطبول.

#### المعارض والرقص
و مما يميز مهرجان الحصاد أيضا الرقصة الشعبية المسماة بانغرا وهي تقليديا رقصة الحصاد.
و تعقد المعارض أو الميلا في مناطق كثيرة من البنجاب في الهند احتفالا بالسنة الجديدة وبموسم الحصاد. وتحدث هذه المعارض في مناطق مختلفة منها مدينة جامو وكاثوا وو ريسي وسامبا في مجمع البنجور شانديغار وفي مدن هيماجل برديش التالية ريوالسار وشيملا وماندي وبحيرات البراشار.

## الهندوسية

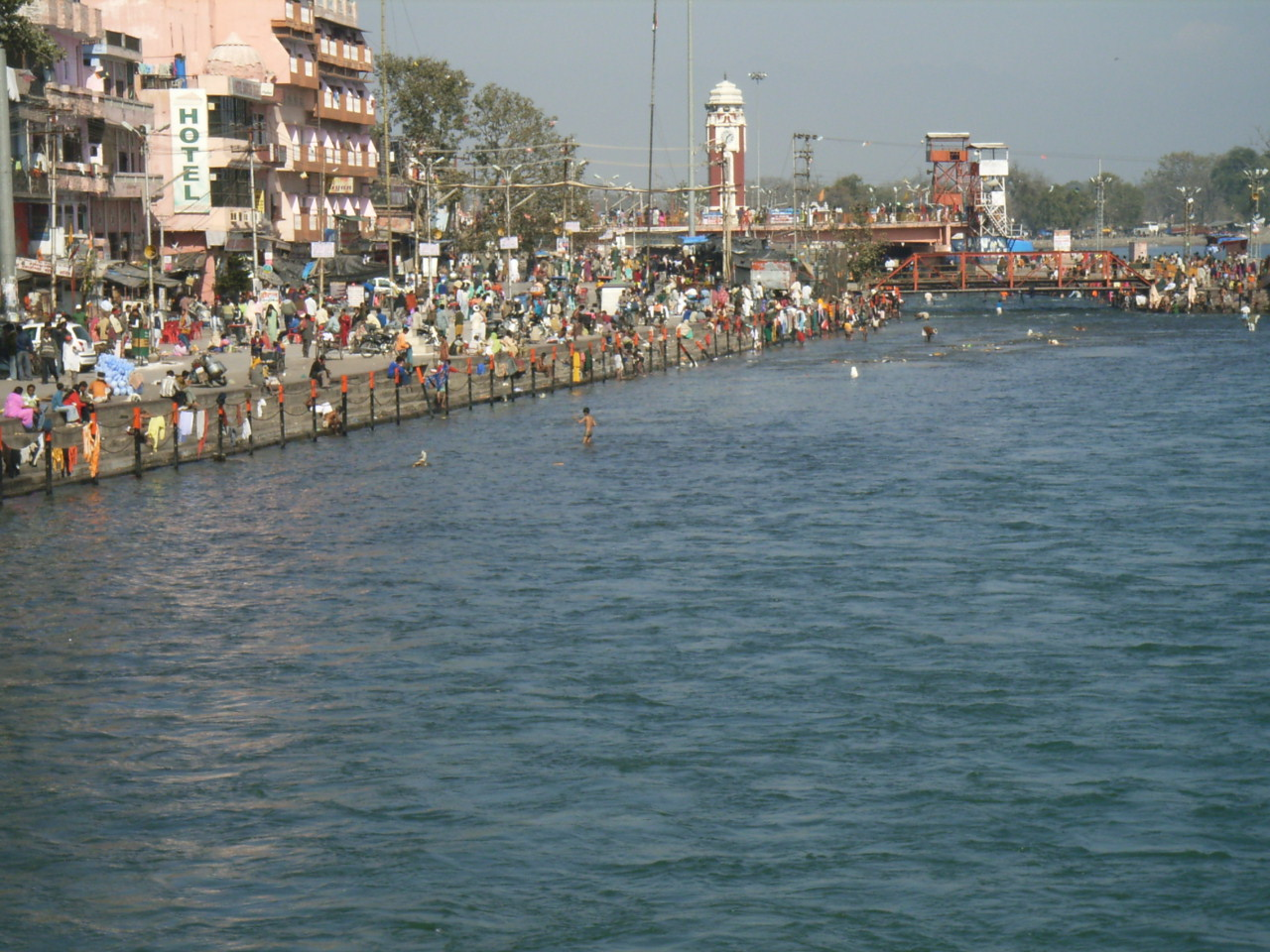
الاستحمام بالأنهار الذي يعد أحد التقاليد في هذا العيد

يحدد أول يوم في مهرجان الفيساكي السنة الشمسية التقليدية الجديدة. وهومهرجان قديم جدا يسبق تأسيس السيخية. وفيه يكتمل الحصاد وتكون المحاصيل جاهزة للبيع وهذا العيد يمثل وقت وفرة الخيرات. وتشيع المعارض وصلوت الشكر الخاصة المسماة بوجا في التقاليد الهنوسية أثناء المهرجان.
و يحدد أول يوم من مهرجان الفيساكي السنة الشمسية الجديدة، فهو رأس السنة الجديدة عند الهندوس في تاميل نادو وكيرالا وأوديشا وغرب البنجال وآسام وبيهار وأوترا كاند واوتار برادش وهماشال برادشو هاريانا والبنجاب ومناطق أخرى من الهند. وعلى أية حال فهذ ليس رأس السنة العالمية لدى الهندوس جميعهم. فعند البعض مثل أولئك القاطنين في منطقة غوجارات أو حولها تتزامن احتفالات رأس السنة مع مهرجان الديوالي الذي يستمر خمسة أيام. وعند آخرين تكون رأس السنة الجديدة في اعياد رأس السنة المسماة اوغادي وغودي بادوا وتشيتي تشاند والتت يقع قبل ذلك بعدة أسابيع.

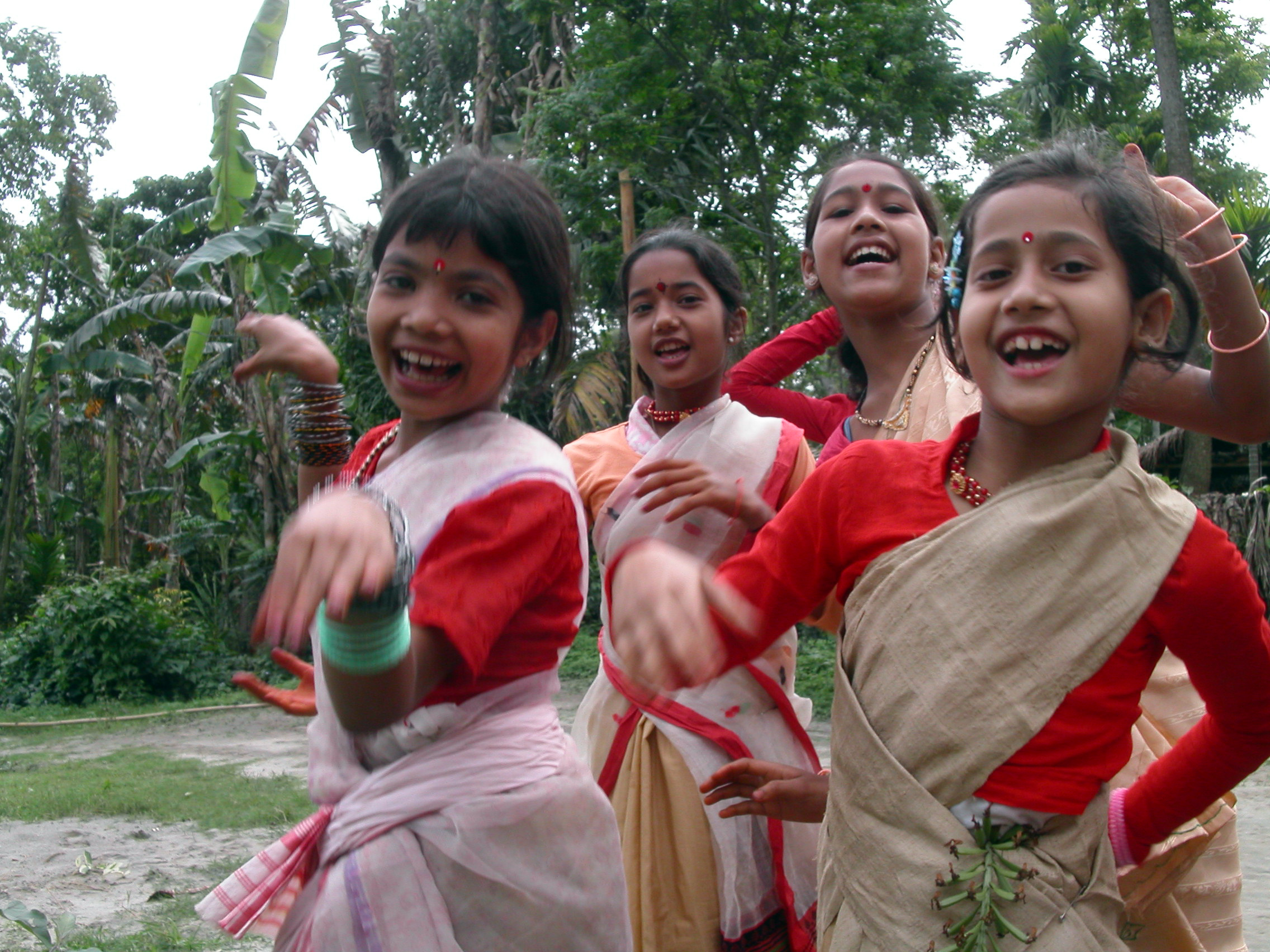
الاحتفال في منطقة آسام

و يعرف الفيساكي محليا بأسماء كثيرة عند الهندوس مع أن الاحتفالات والأهمية هي ذاتها.و يحتفل الهنوس عادة به عن طريق الاستحمام في الأنهارالمقدسة فهم يعتقدون أن إلهة النهر غانغ نزلت إلى الأرض في يوم الفيساكي. وتشمل الأنهار التي تعد مقدسة تحديدا نهر الغانغ ونهر جيلوم وكافري. ويقوم الهندوس بزيارة المعابد والالتقاء مع الأصدقاء والأحتفال وتناول أطعمة خاصة بالمهرجان.
و يتزامن الفيساكي مع مهرجان فيشو الذي يحتفل به في كيرالا في اليوم التالي لموعد الفيساكي. وتشتمل الاحتفالات على الألعاب النارية وشراء الملابس الجديدة واستعراضات مثيرة تسمى استعراضات الحظ أو فيشو كاني. وويصنع الهنوس تنسيقات خاصة من الزهور والحبوب والفاكهة ليستمتع بها الأهل والأصدقاء أثناء تبادل الزيارات كمنظر يجلب الحظ أو فيشو كاني. كما يعد تقديم الهدايا للأصدقاء والأحبة والصدقات للمحتاجين أحد تقاليد الهندوس في منطقة الكيرالا في هذا اليوم الاحتفالي.
و يحتفل بالفيساكي عن طريق مهرجان بوهيلا بويشاك غرب البنغال ومهرجان الباهاغ بيهو في آسام إنما يحدث هذان المهرجانان عادة بعد يوم أو يومين من مهرجان الفيساكي.

### اختلافات اقليمية

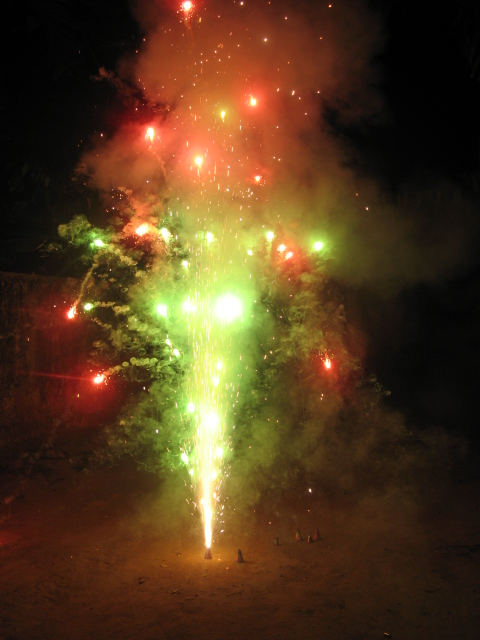
بعض الهنديون يحيون قدوم السنة الجديدة بالألعاب النارية

التالية هي لائحة بأسماء أعياد رأس السنة:
- بيكو أو بيكاوتي في منطقة الكوماون في اوتار آكاند في الهند
- بيسو- رأس السنة الجديدة تولو عند شعب التولو في الهند
- رونغالي بيهو في آسام في الهند
- ايدميار 1 (بيسو شانغراندي)- السنة الجديدة غودافا
- ماها فيشوفا سانكرانتي (أبانا سانكرانتي)في أوديشا في الهند
- جورشيتال (السنة الجديدة) في ميتهيلا (أجزاء من نيبال وبيهار في الهند)
- نابا بارشا أو بوهيلا بويشاك غرب البنغال وتريبورا في الهند ونيبال وبنغلادش
- اوغادي في آندهارا برادش وكارناتاكاو تيلاغانا في الهند
- بوثاندو في تاميل نادو في الهند
- فيشو في كيرالا في الهند

وبالنسبة لكثير من المجتمعات البوذية في أجزاء من جنوب وجنوب شرق آسيا تكون السنة الجديدة في اليوم ذاته أو حوله كل عام. وربما يحدث هذا بفعل تأثير الثقافة المشتركة في الالفية الأولى. وو هذه بعض الأمثلة:
- بيكرام ساموات 1 فيشاك إك في نيبال
- ألووث افوروفو في سيرلانكا
- سونغكران في تايلاند
- تشول تشنام ثمي في كمبوديا
- بي ماي لاو في لاوس
- ثنغيان في ميانمار

#### مهرجان بيكوتي
أثناء مهرجان بيكوتي في أوتاراخند يقوم الناس بالغطس في الأنهار المقدسة.و من العادات الشائعة أيضا هي ضرب حجارة رمزية تمثل شياطينا بالعصي. ويجري الاحتفال في مراكز كبيرة مختلفة تشمل سيلداه وباغشوار ودواراهات وتشتمل على الكثير من الغناء والرقص المصاحب لقرع الطبول المحلية وآلات أخرى.

#### السنة الهندوسية الجديدة أو فيشو

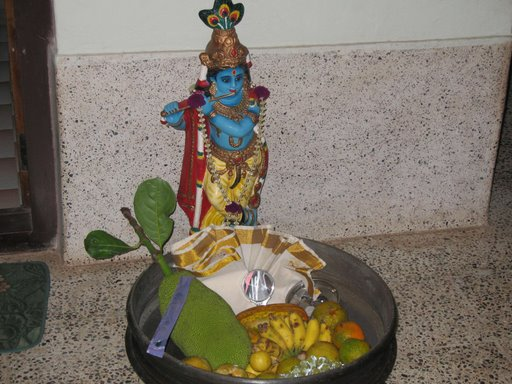
صينية الفيشو إحدى التقاليد في كيرالا

فبشو هو مهرجان رأس السنة الجديدة الهندوسية ويحتفل به في يوم الفيساكي نفسه في ولاية كيرالا الهندية ويتزامن مع اليوم الأول من شهر مالايالي المسمى ميدام. ويعرف هذه المهرجان برزانته وخلوه بشكل عام من المظاهر والاستعراضات التي تميز المهرجانات الهندوسية الأخرى في كيرالا مثل مهرجان أونام.
و يتميز هذا المهرجان بوجود وقت للعائلات يتم فيه تجهيز مواد ملونة بارزة وعرضها ومشاهدتها كأول شيء في موقع مهرجان فيشو. ويحرص هندوس الملايالي تحديدا على مشاهدة البراعم الذهبية لشجرة اللبورنوم والهندية (كاني كونا) وكذلك النقود ومواد فضية (فيشوكينيتام) والأرز. وفي هذه اليوم يستمتع الأطفال بالألعاب النارية وهم يلبسون ملابس جديدة (بوثو كودي) ويتناولون وجبة خاصة تدعى ساديا وهي مزيج من مكونات حلوة ومالحة وحامضة وأخرى مرة المذاق. وتتضمن ترتيبات الفيشو عادة صورة للفيشنو عادة على هيئة كرشنا. ويزور الناس المعابد أيضا في هذا اليوم.

#### السنة الآسامية الجديدة أو بوهاغ بيهو

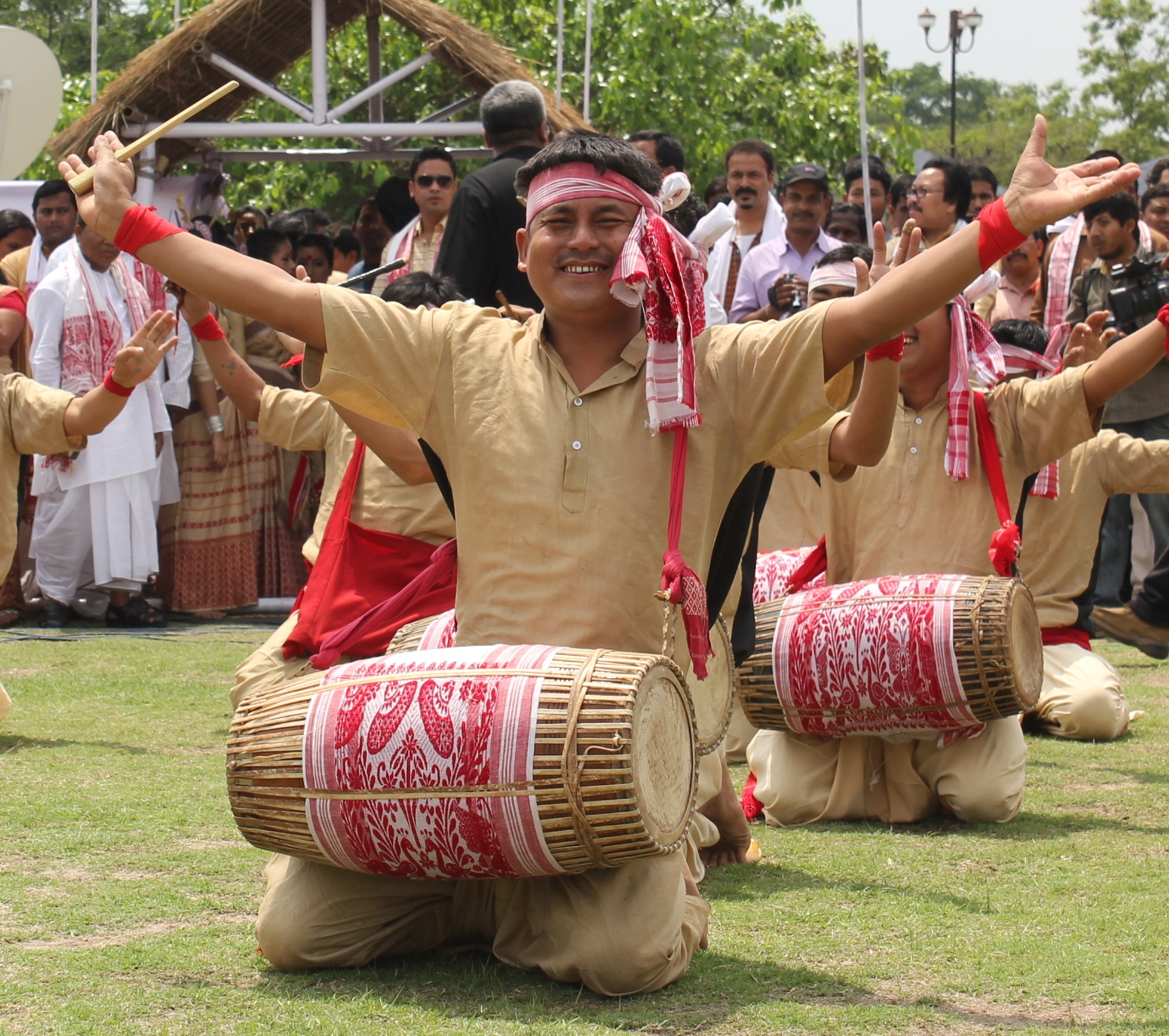
التقاليد الخاصة بالاحتفال بالبيهو

و يحدد البوهاغ بيهو أو رانغالي بيهو بداية السنة الجديدة في آسام في الثالث عشر من نيسان. ويحتفل به لمدة سبعة أيام. من شهر فيساك أو ما يعرف محليا ببوهاق في تقويم الباسكار. إن الأشكال الأساسية الثلاثة لمهرجان البيهو هي رونغالي بيهو وكونغالي بيهو وبوغالي بيهو. ويميز كل مهرجان منها تاريخيا دورة زراعية مختلفة من محاصيل الأرز. وفي مهرجان رانغالي بيهو يوجد مراحل قمة سبعة هي: تشوت ورآتي وغورو ومانو وكوتوم وميلا وتشيرا.

#### السنة الجديدة في أوديشا أو ماها فيشوفا سانكرانتي
و يحدد مهرجان ماها فيشوفا سانكرانتي السنة الجديدة لإورييا في أوديشا. وتشتمل الاحتفالات على أنواع مختلفة من الرقص الشعبي والكلاسيكي مثل رقصة التشهاو المرتبطة بالإله شيفا.

#### السنة البنغالية الجديدة أوالباهيلا بيشاك

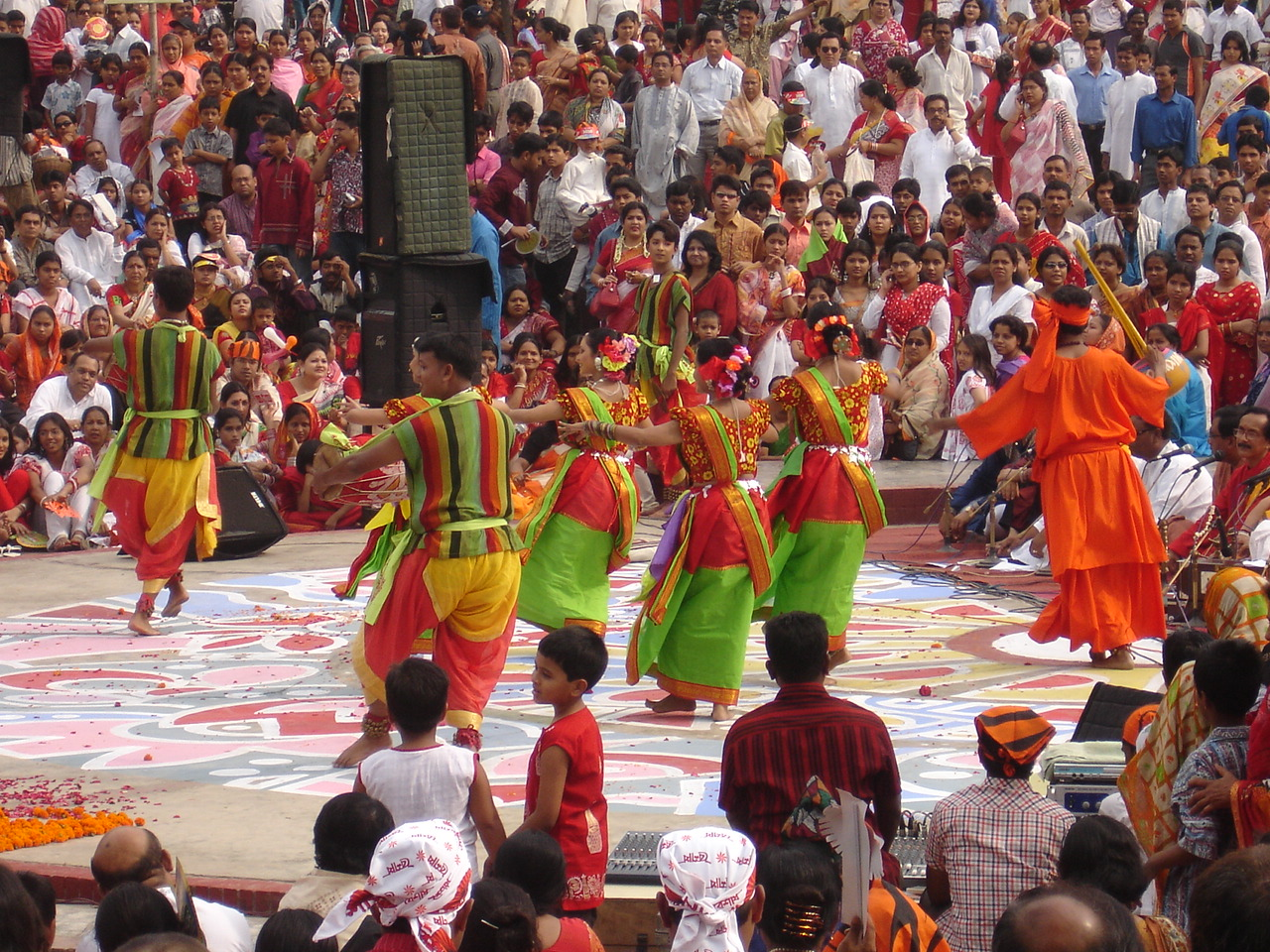
الاحتفالات بالسنة البنغالية الجديدة في دكا في بنغلادش

يحتفل بالسنة البنغالية الجديدة تحت اسم باهيلا بيشاك في الرابع عشر من نيسان كل عام. وتنظم احتفالات مانغال شوبهاجاترا التي بدأها طلاب جامعة دكا في بنغلادش عام 1989، في غربي البغال وتريبورا وبنغلادش. وفي عام 2016 ضمت اليونسكو هذا الاحتفال إلى قائمة الإرث الثقافي الإنساني.
و يحتفل بهذا المهرجان كعطلة وطنية في بنغلادش. ويطلق عليه أيضا اسم بوهيلا بويشاك ويعرف أيضا بنوبو بارشو لأنه اليوم الأول من الشهر البنغالي بونغابدو. وتنظم المعارض احتفالا بهذا الحدث لتوفر الترفيه الذي يشتمل على تقديم أغاني شعبية.

#### بوثاندو أو السنة التاميلية الجديدة
إن عيد البوثاندو الذي يعرف أيضا باسم بوثواروشام أو السنة التاميلية الجديدة هو أول يوم في شهر تشيتهيراي حسب التقويم التاميلي.
و في هذا اليوم يحيي التاميلون بعضهم بعضا بتحية بوتانتو فالتوكاي أو اينييا بوتانتو نالفالتوكاي التي تقابل قول سنة جديدة سعيدة. ويحتفل بهذا اليوم كمناسبة عائلية. إذ تنظف البيوت وتجهز صواني الفاكهة والورود واشياء مميزة. كما يضاء مذبح الصلاة العائلي المسمى بوجا وتزور الأسر المعابد المحلية، ويلبس الناس ملابس جديدة ويذهب الصغار إلى الكبار احتراما لهم وحتى يقوم الكبار بمباركتهم ثم تجلس العائلة لتناول وليمة احتفالية نباتية.

#### جورشيتال أو السنة الجديدة في بيهار
يحتفل برأس السنة الجديدة في في منطقة ميتهال في بيهار ونيبال أثناء مهرجان جورشيتال. ومن المتعارف عليه أن يتم استخدام أوراق زهرة اللوتس لتقديم الساتو وهي وجبة من الحبوب المطحونة والعدس الأحمر وا الشعير (هورديوم فولغير) ومكونات أخرى إلى أفراد الأسرة.

## احتفالات السيخ خارج الهند

### باكستان
يوجد في الباكستان أماكن كثيرة ذات أهمية تاريخية في العقيدة السيخية مثل مسقط رأس القائد غورو نانك. وتجذب هذه الأماكن الحجاج من الهند ومن الخارج كل عام في موعد الفيساكي. لقد كانت الباكستان تضم عددا أكبر من السيخ أكثر من اليوم لكن أغلبيتهم انتقلوا إلى الهند عند انفصال الهند وباكستان عام 1947. ويوجد في باكستان حاليا عشرون ألفا من السيخ من بين عدد السكان الكلي في الباكستان البالغ مئتي مليون نسمة أي ما نسبته 0.01 %. ويقوم هؤلاء السيخ وآلافا آخرون ممن وصلوا من أجزاء أخرى من العالم للحج بالاحتفال بالفيساكي في غربي البنجاب في باكستان حيث تتركز الاحتفالات في معبد بنجاب صاحب في حسن ابدول وفي المعابد في نانكانا صاحب وأماكن تاريخية أخرى في لاهور
ووفقا لما ذكره عزيز الدين أحمد فإن لاهوركانت تحتفل ب استعراضات البيساكي الميلا بعد حصاد محصول القمح في شهر نيسان. إنما، كما يضيف أحمد، بدأت المدينة تفقد نبضها الثقافي عام 1970 بعد وصول ضياء الحق للسلطة. وفي السنوات اللاحقة قامت الحكومة التابعة لحزب العصبة الباكستانية المسلمة في البنجاب بحظر الطائرات الورقية وفق مرسوم رسمي تحت ضغط من أولئك الذين يرغبون بممارسة الإسلام المتشدد ياسم الدين أكثر من أي شيء آخر. وعلى خلاف الدولة الهندية في البنجاب والتي تعترف بالمهرجان السيخي الفيساكي كعطلة رسمية فإن هذا المهرجان ليس عطلة رسمية في أقاليم البنجاب والسند الباكستانية والتي يحل محلها رسميا مناسبات دينية إسلامية.

### كندا
و في مقاطعة بريتش كولمبيا تعقد الجالية السيخية الكبيرة في مدن فانكوفر وآبوتسفورد وسورري احتفالات الفيساكي السنوية في شهر نيسان. وتضم الاحتفالات موكبين (ناغار كيرتان). ويبدأ موكب فانكوفر عند معبد شارع روس ويتابع التقدم عبر السوق البنجابية الشعبية جنوب فانكوفر. وبعد أسبوع يبدأ المهرجان في سورري وهو أكبر هذه الاحتفالات التي تتم خارج الهند والتي جذبت أكثر من مئتي ألف شخص عام 2014 وأكثر من ثلاثمائة ألف شخص عام 2015 وما يقارب أربعمائة ألف شخص عام 2016. وفي عام 2017 دفع مجموع الحضورالذي فاق الأربعمائة ألف شخص المنظمين للتفكير بتوزيع أنشطة الاحتفال على مدار عدة أيام وفي مدن عدة مستقبلا وتحديدا في مدن محلية ذات وضع اقتصادي سيء لتستفيد من الجهود الخيرية السخية التي تشهدها احتفالات الفيساكي. وفي عام 2018 وصل عدد الحضور أيضا إلى رقم قياسي في شهر نيسان خلال موكب الفيساكي السنوي العشرين في مدينة سورري إذ قدرت شرطة الخيالة الكندية الملكية الحشد بأكثر من نصف مليون شخص في مدينة قدرعدد سكانها عام 2016 بحوالي 517,887 نسمة. ويبدأ الموكب عند معبد داشمش داربار (عنوانه بناية رقم 12885 في شارع افنيو 85 في سورري ويشتمل المهرجان على نقلات منوعة وفئات مجتمعية وأطعمة مجانية وموسيقى حية وراقصين وممثلين ومسيرات عبر شارع 124 تلتف لتصل إلى شارع أفنيو 75 وتستمر في شارع أفنيو 76حتى تصل إلى شارع 128 ومن ثم العودة إلى المعبد. وينعقد موكب الفيساكي السنوي في كيلونا بعد أسبوع من موكب سورري كل عام ويبدأ وينتهي في معبد السيخ في روتلاند رود. وتتميزاحتفالات فكتوريا التي تمتد طوال اليوم بوجود موكب احتفالي يبدأ وينتهي عند معبد سنج صابحا (بناية رقم 470 في شارع سيسيليا رود).
و تعد احتفالات التاسع والعشرين من شهر نيسان الأولى التي تعقد في فكتوريا خلال أكثر من مئة عام. وفي مقاطعة البرتا يعقد موكب الفيساكي في ادمنتون في شهر أيارو يسير بين معبد سنج صابحا (بناية رقم 4504 على شارع ميلوودز رود إس) ومعبد ميلوودز (بناية رقم 2606 في شارع ميل ودز رود إي).
و في مقاطعة نوفا سكوتشا تعقد الجالية السيخية التي مركزها هاليفاكس احتفالات الفيساكي في نيسان والتي تشتمل على نصوص أو أناشيد دينية سيخية تسمى شاباد كيرتان يؤديها موسيقون محترفون يدعون بالمرتلون أو راغيز.
و في مقاطعة اونتاريو يعقد مهرجان الفيساكي في تورنتو في شهر نيسان إذ يبدا عند المعرض الكندي الوطني ويسير شرقا نحو قاعة تورنتو سيتي مستغرقا نحو ثلاث ساعات. وعقب الموكب الاحتفالي يقوم وجهاء بإلقاء خطب على الناس المجتمعين حتى وقت متأخر من فترة ما بعد الظهر. وفي مدينة مالتون يلتف الموكب أو ناغار كيرتان والذي يستغرق ثلاث ساعات من مورننغ ستار وغورووي وديري روود وطريق المطارنحو معبد غوردوارا صاحب في مالتون. أما في مدينة برامتون يعقد معبد سانجات السيخي ومدرسة غوبند سارفارغورمات أنشطة ثقافية أثناء الفيساكي مثل اليوغا ولف الباغ وهي العمامة السيخية وسرد القصص ومعارض الأطعمة.
و في مقاطعة ساسكاتتشيوان يعقد موكب مهرجان الفيساكي في مدينة ساسكاتون في شهر أيار بدءا وانتهاء بمعبد غوردوارا صاحب (بناية رقم 331 في شارع لاوي رود.

### المملكة المتحدة
تضم المملكة المتحدة جالية سيخية كبيرة يرجع أصلها إلى شبه القارة الهندية وشرق أفريقيا وأفغانستان. وتوجد أكبر تجمعات للسيخ في المملكة المتحدة في الوست ميدلاندز (خاصة بيرمنغهام وفولفارهامتون) وفي لندن. ويعقد ناغار كيتان أو الموكب الاحتفالي في ساوثهول يوم الأحد قبل أسبوع أو أسبوعين من موعد مهرجان الفيساكي. ويعقد موكب بيرمنجهام في أواخر نيسان بالتعاون مع مجلس مدينة بيرمنجهام وهو حدث سنوي يجذب آلافا من الناس ويستهل بموكبين منفصلين ينطلقان من المعابد في المدينة حتى الوصول إلى استعراضات الفيساكي (الميلا) في حديقة هاندزوورك.

### الولايات المتحدة
تقيم المجتمعات السيخية في الولايات المتحدة مواكب أحتفالية تتزامن مع موعد احتفالات الفيساكي.
ففي مانهاتن في نيويورك يخرج الناس من أجل نشاطات تتعلق بخدمة الآخرين أو ما يسمى (سيفا) مثل تقديم طعام مجاني واكمال أعمال ما تحتاج لإنهاء. وفي لوس انجلوس في كاليفورنيا يعقد المجتمع السيخي المحلي الذي يضم معابد كثيرة برنامجا موسيقيا روحانيا يمتد طوال اليوم يتبعه موكب احتفالي.

### ماليزيا
تعد الجالية السيخية، وهي جماعة ثانوية من العرق الماليزي الهندي، أقلية عرقية دينية في ماليزيا ولهذا السبب فإن الفيساكي هناك ليس عطلة رسمية. لكن من بين الجهود التي تقوم بها الحكومة هناك لتشجيع التكامل والانسجام بين الجماعات العرقية والدينية أعلن رئيس الوزراء نجيب تون عبد الرزاق أنه بدءا من العام 2013 سيمنح كل موظفي الحكومة من الجالية السيخية الماليزية الهندية يوم عطلة في موعد الفيساكي. وتعقد بيوت الفيساكي المفتوحة في أنحاء البلاد خلال يوم المهرجان أو في أقرب عطلة نهاية الأسبوع له.

## كتابة كلمة فيساكي
تختلف طريقة كتابة الفيساكي حسب المنطقة. ففي منطقة البنجاب تشيع كلمة فيساكي، بينما من الشائع في مناطق دوبي ومالاوي أن يستبدل المتحدثون الفاء في فيساكي بالباء لتصبح بيساكي. وعليه تكون كتابة الكلمة مرتبطة باللهجة المحلية للكاتب.

## معرض الصور

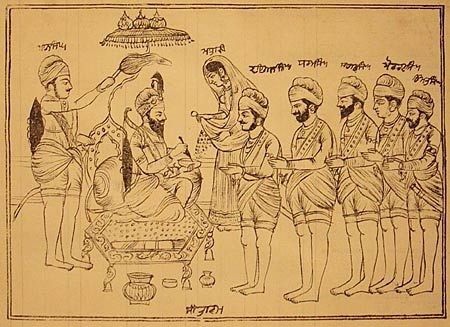
صورة لغورو غوبين سينغ أثناء تأسيس الخالصا وتعيين أول خمسة أعضاء فيها
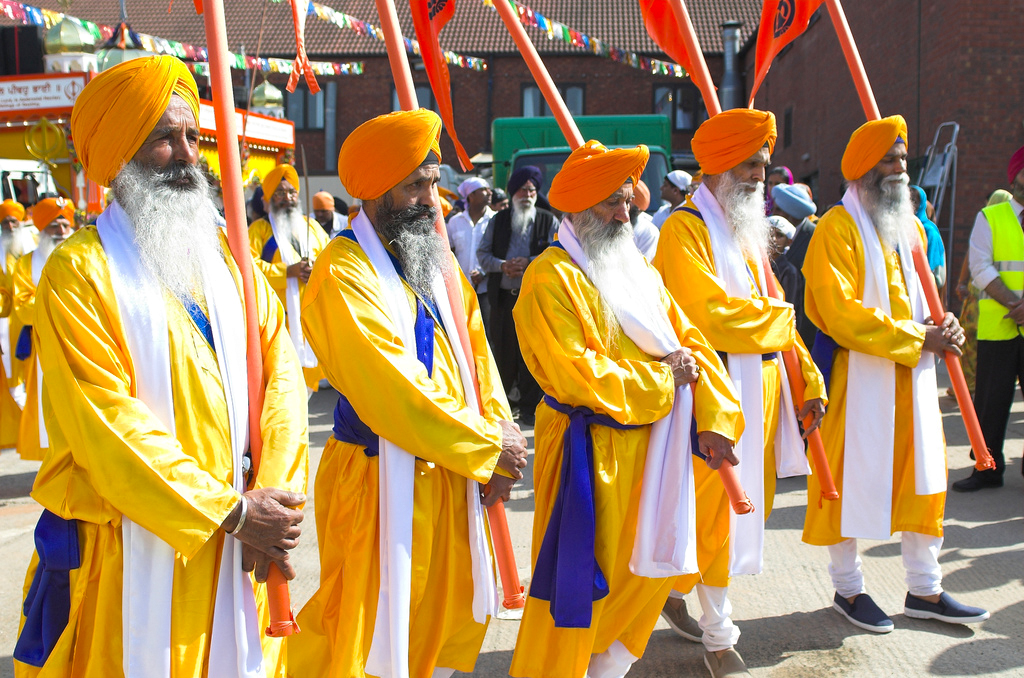
مجموعة من البانج بير أثناء الفيساكي سنة 2007 في وولفرهامبتون في المملكة المتحدة
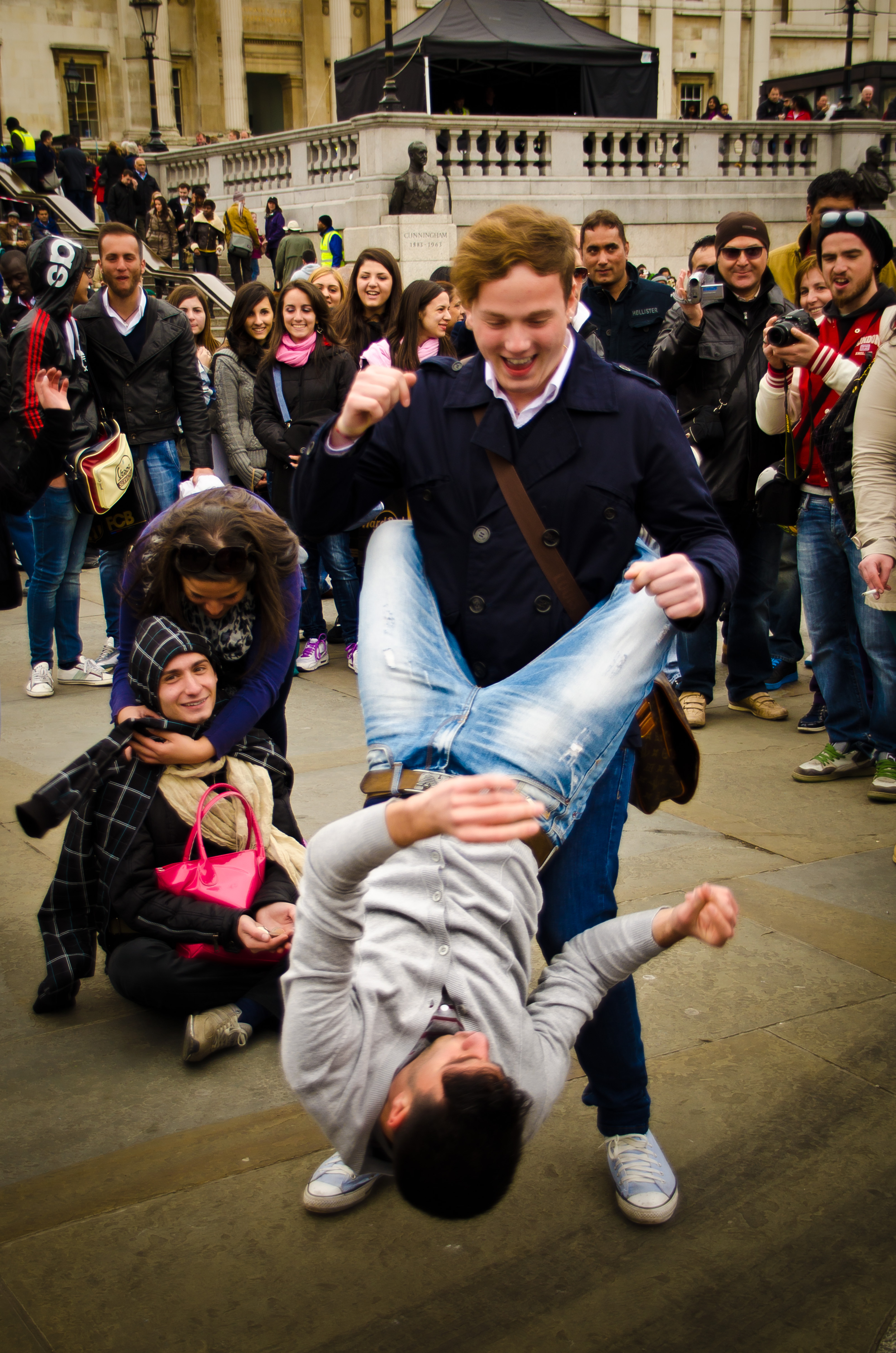
الفيساكي سنة 2012 في مربع ترافلاغار في لندن
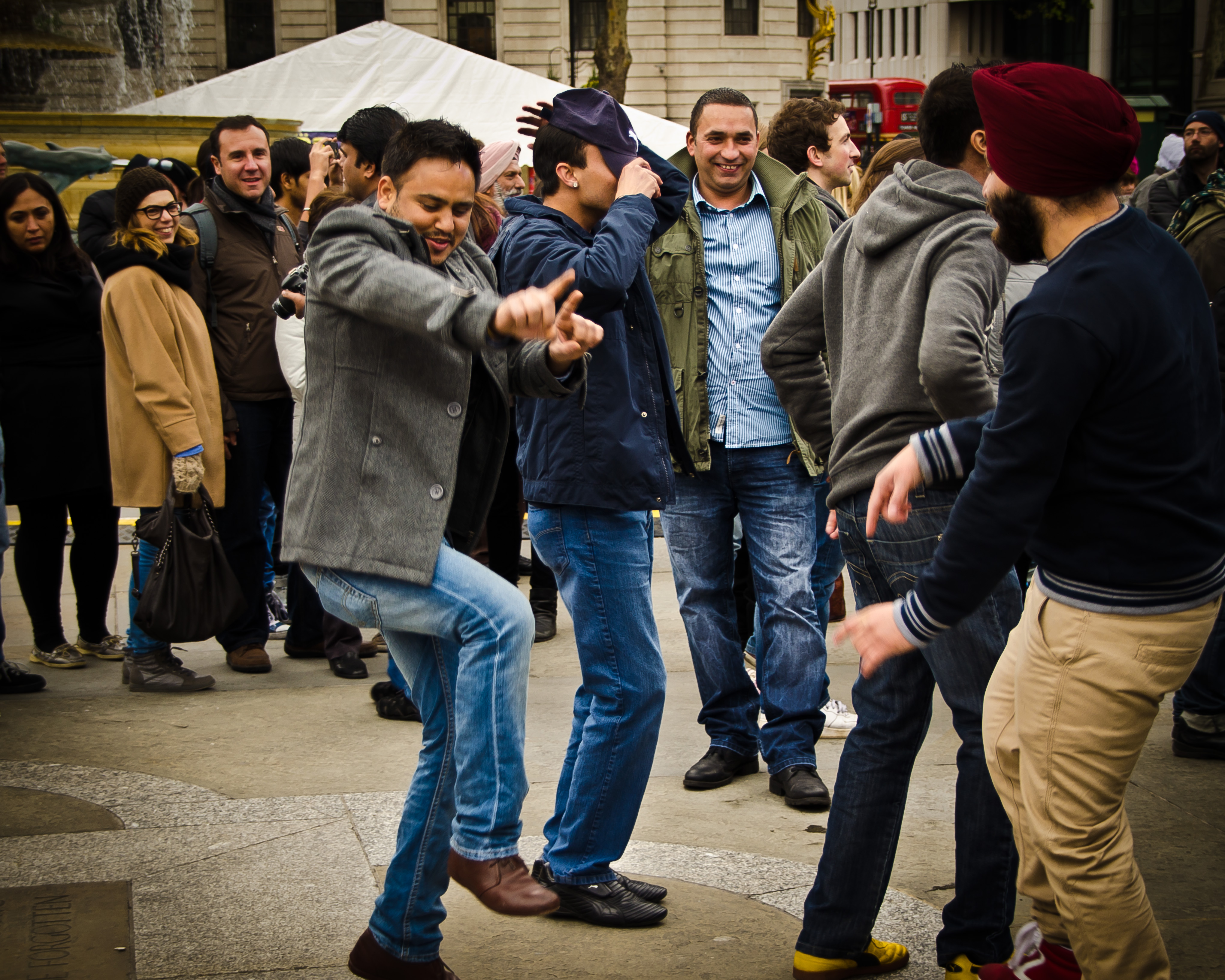
الفيساكي سنة 2012 في مربع ترافلاغار في لندن
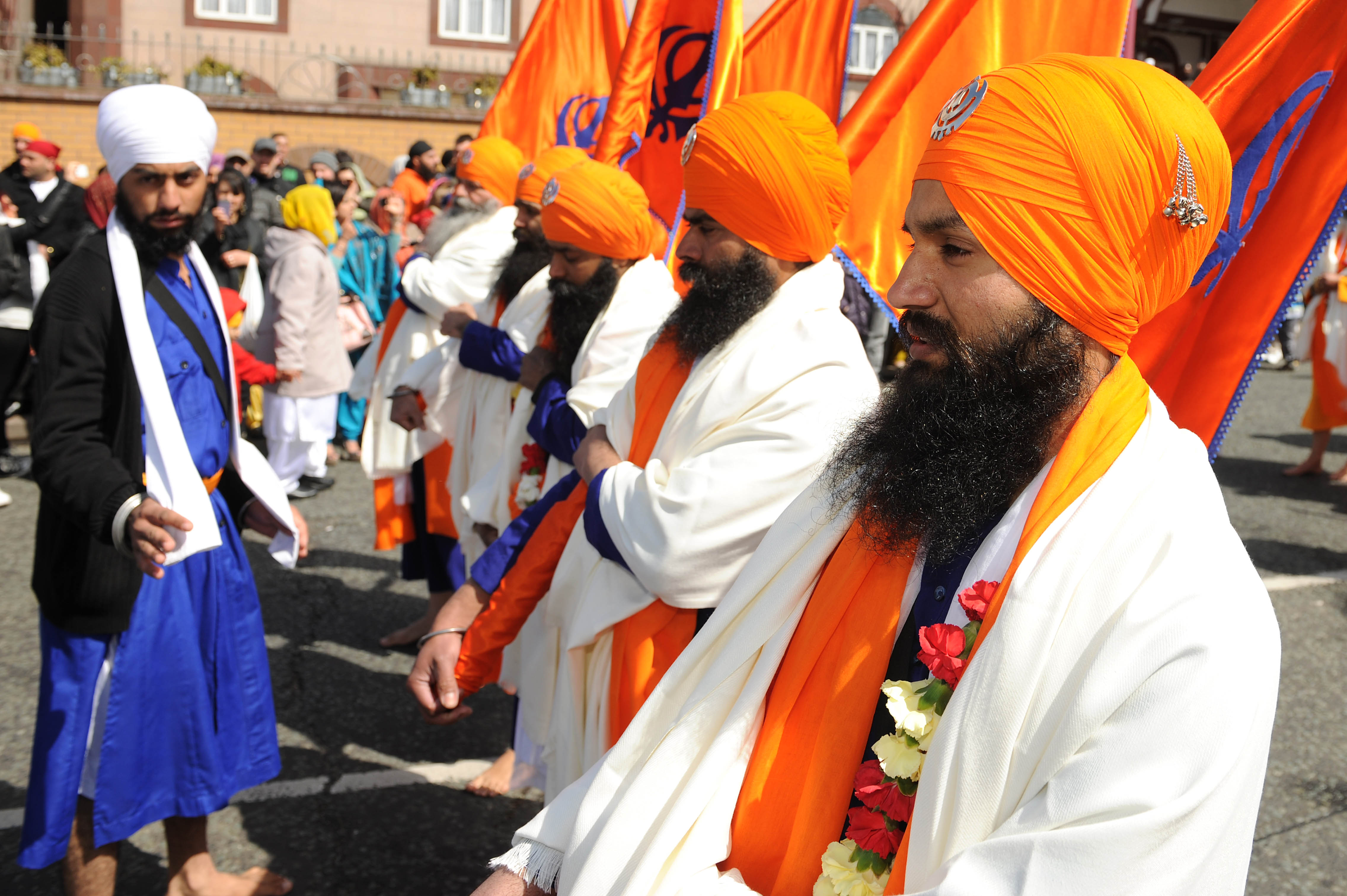
احتفالات الفيساكي في بيرمنغهام
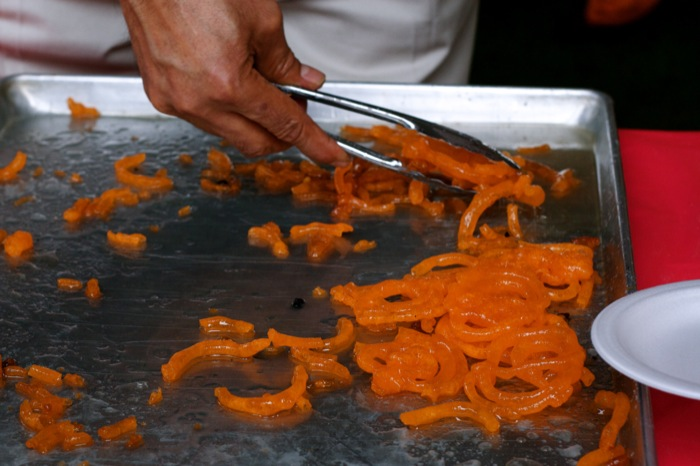
تقديم حلوى الجاليبيان في يوم الفاسيكي في 11 نيسان سنة 2009 في فانكوفر في كندا
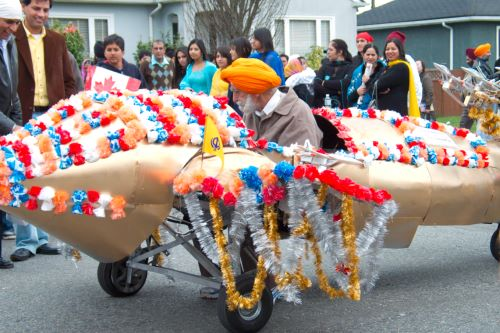
موكب من السيخ في الفيساكي سنة 2009 في كندا
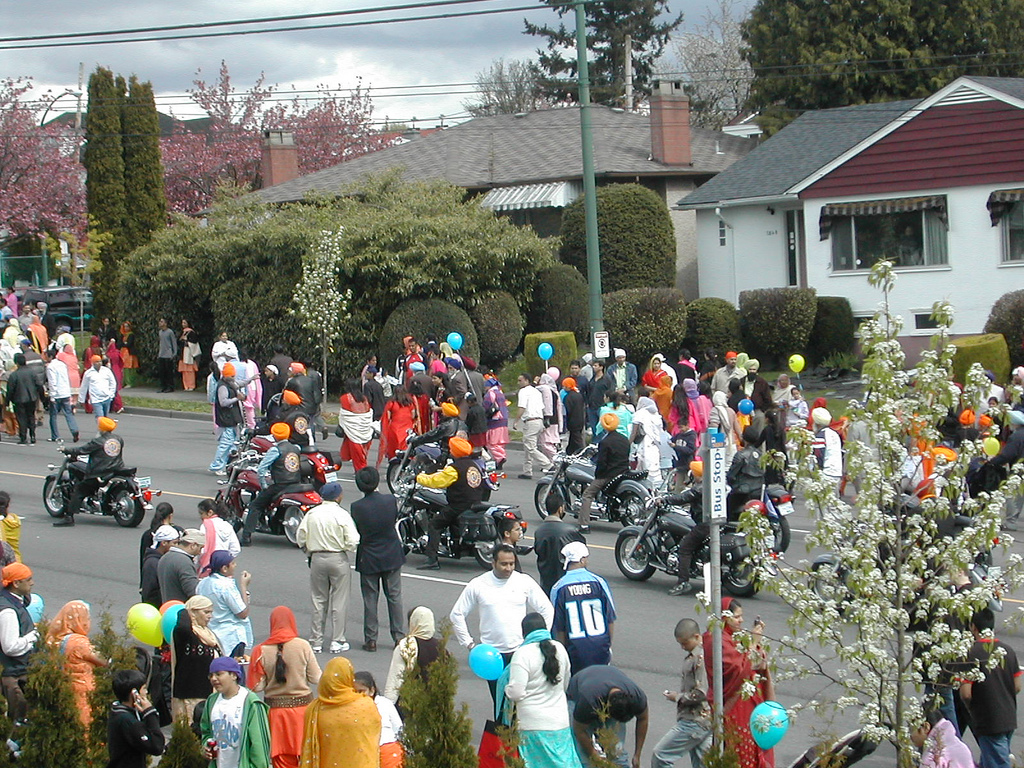
نادي الدراجات الخاص بالسيخ أثناء الاحتفال بالفيساكي في فانكوفر في كندا سنة 2007
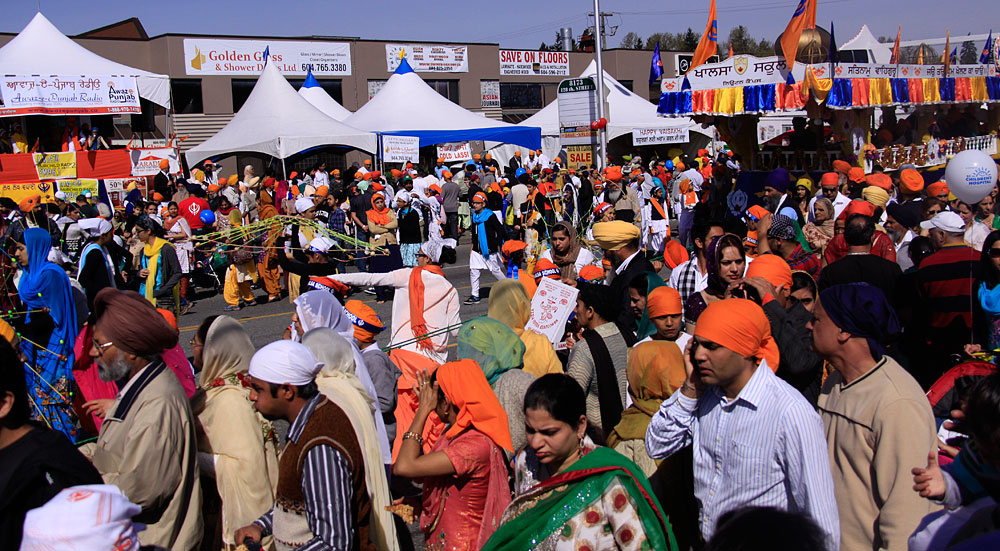
الفيساكي في سوري في كندا
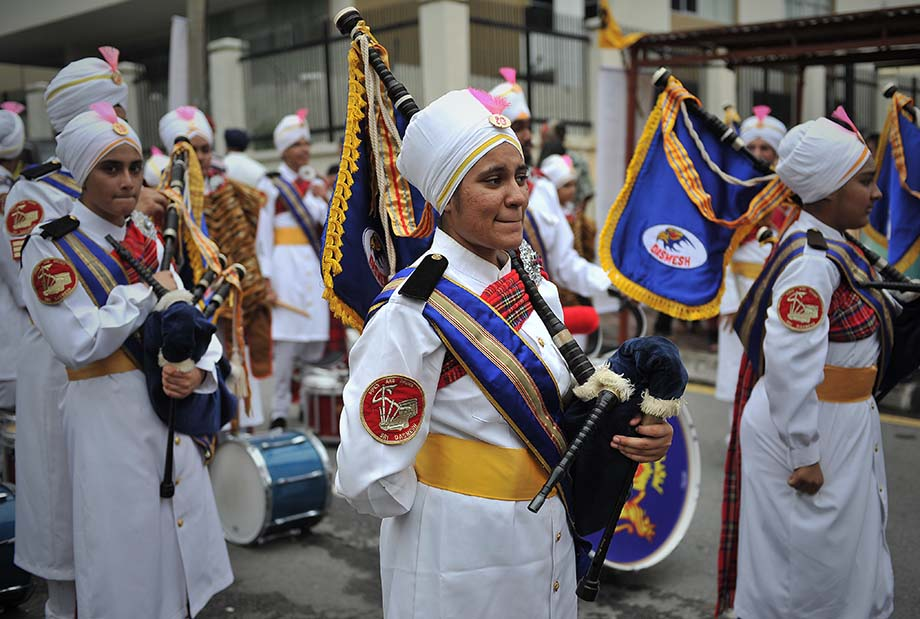
فرقة موسيقية تقدم عرضًا أثناء يوم الفيساكي سنة 2013 في كوالالبمور